# Batalha de Munda
A Batalha de Munda foi travada em 17 de março de 45 a.C. entre os exércitos cesarianos, comandados pelo próprio Júlio César, e os pompeianos, sob o comando de Tito Labieno e dos filhos do finado Pompeu, Cneu e Sexto Pompeu, numa planície perto da colônia romana de Munda, na Bética. César derrotou definitivamente as forças pompeianas e praticamente encerrou a Segunda Guerra Civil da República Romana.
Segundo Apiano, foi a mais difícil e perigosa das batalhas de César. Segundo ele, "...conta-se que César manifestou que sempre havia lutado pela vitória, mas que, nesta ocasião, teve que lutar também por sua vida". Ele teve que lutar em um terreno majoritariamente desfavorável, pois teve que atravessar um riacho e subir a elevação onde estava fortificado o exército de Pompeu, o Jovem. Apesar disto, a ferocidade com que lutou a Legio X Equestris (futura Gemina) impediu que os cesarianos fossem cercados e permitiu que César utilizasse sua cavalaria com eficiência. Tito Labieno movimentou suas tropas para interceptá-la, mas o movimento foi mal-compreendido por suas tropas, que imaginaram que se estava iniciando uma retirada; o resultado foi uma vitória completa para César.
Depois desta sangrenta vitória e da morte dos principais líderes pompeianos remanescentes (Labieno, Públio Ácio Varo e Pompeu, o Jovem), César conseguiu retornar para Roma para receber o título de "ditador perpétuo". O seu assassinato, menos de um ano depois desta vitória, deu início aos eventos que levaram à Terceira Guerra Civil da República Romana.

## Localização
Tradicionalmente, os historiadores tem localizando a cidade de Munda e o cenário desta batalha, chamado "Campus Mundensis" nas crônicas antigas, em diversos locais diferentes. Entre eles, o que recebia mais apoio era a cidade de Monda (segundo a opinião de Ambrosio de Morales, Rodrigo Caro e Enrique Flórez), seguida por Montilla (defendida por Miguel Cortés y López e outros principalmente pela proximidade com as localidades de Córduba e Obulco). Ainda em 1861, os irmãos Oliver Hurtado defenderam a localidade de Ronda la Vieja, perto de Ronda, mas acabaram apoiando a "planície de Vanda", perto da moderna Montilla depois da proposta do coronel Eugène Stoffel, colaborador de Napoleão III em 1887, uma proposta que depois foi fortemente defendida por Adolf Schulten em 1940, sem mais discussões posteriores.
A estas possibilidades se somaram duas novas propostas: o "Cerro de La Atalaya" (1973) e o "Alto de las Camorras" (1984-1986), ambas perto da moderna Osuna, a cinco quilômetros uma da outra. Finalmente, há um cenário que localiza a batalha no local onde está o castelo de Alhonoz ou Aljonoz, uma antiga fortaleza árabe situada entre Herrera e Écija, às margens do rio Genil.
Todas estas localidades estão na antiga província romana da Bética, mas não é possível determinar com certeza qual delas seria a localização correta principalmente pela falta de inscrições geográficas probatórias. É possível inclusive que Munda estivesse em qualquer outro lugar da província perto dos rios e cidades citadas nas fontes antigas; por conta disto, o problema da localização exata de Munda permanece em aberto.

## Contexto
A Hispânia já estava sob o comando dos cesarianos desde a Batalha de Ilerda (2 de agosto de 49 a.C.), Quinto Cássio Longino atuando como governador da Hispânia Ulterior. Enquanto os pompeianos reuniam seu exército na África, César ordenou que Longino fosse ajudá-lo atacando o Reino da Numídia pelo oeste com suas quatro legiões com o apoio do rei Bogudes da Mauritânia. Para isto, Longino reuniu uma frota com cerca de 100 navios, mas duas de suas legiões, a maioria de seus auxiliares e a população local eram pompeianos até Ilerda e ainda nutriam grande simpatia pelo falecido general. Esta tensão foi agravada ainda pela atuação tirânica do próprio Longino e acabou explodindo numa revolta em Córduba. O questor enviado para lidar com os rebeldes, Marco Cláudio Marcelo Esernino, desertou, mas isto não impediu que ela fosse duramente sufocada. No outono de 47 a.C., o legado Caio Trebônio, novo governador da Ulterior e recém-chegado do oriente, interveio com ordens de substituir Longino e restaurar a paz. Contudo, a revolta impediu que a manobra contra Juba I da Numídia fosse realizada; pouco depois, o próprio César desembarcou na África. Duas novas revoltas irromperam quando Longino tentou escapar, já no final de 47 a.C., com o tesouro público da província e morreu, possivelmente assassinado ou afogado na foz do rio Ebro. O evento marcou o colapso do controle cesariano na Hispânia, com as quatro legiões de Longino se amotinando em favor dos pompeianos.
Enquanto isto, César estava ocupado lutando contra seus inimigos internos e externos no Mediterrâneo oriental. Pompeu foi vencido na Batalha de Farsalos, o faraó Ptolemeu XIII na Batalha do Nilo, Fárnaces II do Ponto na Batalha de Zela e Metelo Cipião e Catão, o Jovem na Batalha de Tapso. Esta sucessão de vitórias de César colocou os pompeianos em constante estado de fuga em busca de novos refúgios; com seus comandantes sendo sucessivamente mortos, os sobreviventes passaram a lutar cada vez mais por sobrevivência, honra e vingança do que pela manutenção da República Romana.
Depois de Tapso, os pompeianos, liderados por Tito Labieno, um brilhante comandante de cavalaria que havia servido sob César durante as Guerras Gálicas, e pelos filhos de Pompeu, Cneu, e Sexto Pompeu, fugiram para a Hispânia Ulterior. Cneu tentou, sem sucesso, conseguir o apoio da Mauritânia, mas acabou fugindo para as Baleares, conquistadas antes por Sexto, onde se encontrou com o irmão antes de partirem juntos para a Hispânia. Ali, os dois conseguiram reunir um último grande exército com o qual pretendiam enfrentar César aproveitando principalmente as legiões amotinadas de Longino. Segundo os cronistas antigos, apenas quatro das legiões pompeianas tinham alguma experiência militar. As demais eram formadas principalmente por forças auxiliares, especialmente soldados celtiberos. Apiano menciona que grande parte do exército pompeiano era composto de libertos com anos de treinamento em combate, provavelmente não mais do 20 000 deles seriam cidadãos romanos da península Ibérica; o restante era formado por antigos soldados pompeianos, desertores cesarianos, escravos fugidos, auxiliares e civis romanizados sem cidadania. A maior parte dos recrutas eram procedentes da própria Bética e da Hispânia Citerior, com grande quantidade de celtiberos. Os cavaleiros eram principalmente celtiberos, iberos e lusitanos com armamento leve.
Metade do exército estava na Ulterior, incluindo um pequeno contingente de cavaleiros númidas sob o comando do príncipe Arabião, filho de Masinissa II. Cartago Nova estava cercada pelos pompeianos porque, assim como Tarraco, era uma das poucas cidades locais que se mantiveram leais a César. As fontes não mencionam o resultado do cerco e é possível que Cartago Nova jamais tenha sido conquistada pelos pompeianos. Contudo, uma frota cesariana, sob o comando de Caio Dídio, enfrentou a frota pompeiana de Públio Ácio Varo na Batalha de Carteia, perto do estreito de Gibraltar. A batalha terminou de forma inconclusiva, com os cesarianos se retirando para Gades e os pompeianos, para Carteia.
Os comandantes cesarianos na península, Quinto Fábio Máximo e Quinto Pédio, foram rapidamente vencidos e acabaram obrigados a pedir a ajuda de César enquanto se defendiam em Obulco. César partiu de Roma em 5 de novembro e chegou em Córduba em 2 de dezembro, percorrendo mais de 2 000 km em menos de um mês. Em Obulco, César recebeu uma embaixada de cordubenses que afirmaram ter rendido a cidade aos pompeianos por não terem como resistir. Também chegaram mensageiros de Ulia, uma cidade turdetana que estava cercada pelos pompeianos, para onde foram enviadas seis coortes sob o comando de Lúcio Júnio Pacieco. Naquele momento, a região toda estava se revoltando principalmente por causa dos saques a Ategua e Veubi pelos pompeianos. Depois de enviar Pacieco a Ulia, César marchou para Córduba.
César levou consigo oito legiões e 8 000 cavaleiros, incluindo legiões veteranas das Guerras Gálias: Legio V Alaudæ, a VI Ferrata e a Legio X Equestris, além de outras novas, como a III Gallica e a XIII (futura Gemina). 
O exército pompeiano estava ocupando Córduba e César iniciou um cerco. Pompeu, o Jovem, estava na cidade e teve que pedir que seu irmão, Sexto Pompeu, trouxesse suas tropas para enfrentá-lo; César assegurou o fornecimento de recursos para seu exército tomando Ategua em 19 de fevereiro. Em 7 de março, uma escaramuça ocorreu em Soricaria e terminou com vitória de César. Depois desta vitória, muitos soldados pompeianos começaram a desertar, o que forçou a mão de Sexto. Além disso, a derrota bloqueou o caminho de volta para a fortaleza de Carteia e obrigou Sexto a seguir para Córduba. Cneu se retirou para o sul e César o perseguiu até o ópido de Munda, alcançando-o em 16 de março. Cneu havia cometido o mesmo erro que todos os generais que já haviam enfrentado César. Em suas campanhas, César sofria dos mesmos problemas que acometiam a todos os militares de seu tempo, especialmente a ineficiência das linhas de suprimento que obrigavam os exércitos em marcha a viveram dos recursos que conseguissem amealhar na região onde estavam. Por conta disto, os exércitos de César estavam sempre vulneráveis a táticas fabianas, ou seja, a táticas que evitavam o confronto direto para forçar a exaustão do exército inimigo. Durante toda a guerra civil, os inimigos de César sempre tinham a vantagem numérica, em terra e no mar, o controle das fortalezas locais, das provisões e do território, mas nenhum deles tentou atacar este ponto mais vulnerável. Nunca recorreram a estratégias de terra arrasada ou ao ataque deliberado aos bandos que buscavam suprimentos; todos cederam e acabaram concedendo a César a batalha campal decisiva que ele tanto buscava.

## Batalha
Os dois exércitos se enfrentaram nos "Campus Mundensis", na Bética. O exército pompeiano estava acampado em uma suave elevação, uma posição desfavorável para um ataque de César. As duas forças permaneceram à vista uma da outra por vários dias até 17 de março, o dia que iniciou a batalha.
A batalha se prolongou por um tempo sem vantagem aparentemente para nenhum lado, o que forçou ambos os generais a deixarem suas posições de comando para se juntarem às tropas com o objetivo de levantar o moral. César assumiu o comando da ala direita, onde estava lutando ferozmente a X Equestris, e sua presença levou a um avanço de sua linha. Percebendo a manobra, Pompeu deslocou uma legião de sua ala direita para reforçar a esquerda, um erro fatal, já que o ataque da X Equestris era apenas um ímpeto momentâneo.
Assim que o flanco direito de Pompeu foi enfraquecido, a cavalaria de Césr lançou-lhe um ataque, o que precipitou o desastre para os pompeianos. Ao mesmo tempo, o rei Bogudes da Mauritânia, aliado de César, atacou o acampamento de Pompeu pela retaguarda. Tito Labieno, o comandante da cavalaria pompeiana, percebeu o ataque e seguiu para lá para interceptá-lo. Contudo, os legionários pompeianos, sob um forte ataque da X Equestris pelo flanco esquerdo e da cavalaria pelo direito, entenderam o movimento de Labieno como uma retirada e debandaram em fuga.
Muitos deles morreram durante esta fuga e outros morreram tentando chegar a Munda. Públio Ácio Varo e o próprio Labieno foram mortos, mas Sexto e Cneu Pompeu conseguiram chegar a Córduba, onde se refugiaram.

## Eventos posteriores
As cabeças de Varo e Labieno, todas as águias das legiões derrotadas e as armas abandonadas pelos vencidos em fuga foram apresentadas a César. Muitos dos pompeianos se refugiaram na cidadela de Munda e César ordenou que todas as rotas de fuga possíveis fossem bloqueadas com estacas fincadas nos corpos dos mortos. Quinto Fábio Máximo recebeu a missão de conquistá-la e também a vizinha Urso. Nove das treze legiões e todos os auxiliares sobreviventes fugiram para Córduba com os irmãos Pompeu.

### Pacificação da província
Os defensores da cidade de Córduba, cientes do grande afluxo de sobreviventes e temendo que os habitantes desertassem para o lado de César, atearam fogo à cidade. Sabe-se que houve conflito aberto entre as duas facções pelo controle da cidade. Quando César chegou, em 18 de março, a cidade não passava de ruínas e não tinha condições de receber seu exército; furiosos por não encontraram nada, os cesarianos massacraram 22 000 "cidadãos de todas as idades". Além disto, os vencedores exigiram que os sobreviventes fossem vendidos como escravos. As cidades de Híspalis, Hasta, Carteia e Gades foram subjugadas e as que estiveram envolvidas na revolta tiveram que pagar pesados resgates. Depois de um célebre discurso recriminatório em Híspalis (em abril), César castigou as cidades que se aliaram aos pompeianos reduzindo-as ao status de "municipium civium romanorum" e recompensando as que se mantiveram leais promovendo-as a "coloniæ civium romanorum".
Pompeu, o Jovem, tentou fugir com sua frota de Carteia, mas o almirante Caio Dídio zarpou de Gades e obrigou que ele voltasse para a província, onde foi traído pelos habitantes locais perto de Lauro e terminou executado por Lúcio Cesênio Lentão. Sua cabeça foi levada até Gades, apresentada a César e depois levada até Híspalis, onde permaneceu exposta como um aviso aos seus inimigos. Contente com suas vitórias, Dídio decidiu montar acampamento em terra para consertar seus navios, mas acabou emboscado e morto, juntamente com quase todos os seus homens, pelos lusitanos.
A Hispânia foi pacificada apesar da fuga de Sexto Pompeu, que ainda queria vingança. Em junho, César se reuniu com Otaviano em Calpia, perto da moderna Alicante, e, em meados de julho, voltou com ele para Roma, onde chegaram em setembro. César celebrou seu quinto e último triunfo e, em 15 de setembro, na villa de Lavico, alterou secretamente seu testamento adotando Otaviano, que era seu sobrinho-neto, e tornando-o seu herdeiro.

### Resistência de Sexto Pompeu
César deixou a Hispânia sob o comando de Caio Carrinas, governador da Hispânia Ulterior. Sexto Pompeu, o último grande general pompeiano, escapou de Córduba e se refugiou entre os lacetanos. Graças ao apoio deles, Sexto recrutou um poderoso contingente de guerreiros locais aproveitando do fato de César ter levado consigo boa parte de seu grande exército na volta para a Itália. Depois de anos de guerra, a Hispânia estava a mercê de grupos armados adversários e de bandoleiros que contavam com a geografia montanhosa da região para se esconder, o que dificultava muito o controle dos governantes. Sem muita dificuldade, Sexto venceu a reduzida força de Carrinas, conquistou a Lusitânia e invadiu a Bética no começo de 44 a.C., onde enfrentou o sucessor de Carrinas, Caio Asínio Polião, que contava com duas legiões veteranas e mais uma formada por recrutas hispânicos. Sexto contava com sete legiões e conquistou muitas cidades, o que aumentou seu exército e debilitou a posição do governador cesariano. Seguro de sua capacidade militar, Sexto marchou até Cartago Nova, a mais importante cidade da Hispânia Citerior, aproveitando que Lépido, o governador da província e da Gália Cisalpina, estava ausente.
Este movimento, porém, desguarneceu a Bética e Polião aproveitou a oportunidade para atacar os redutos pompeianos. Quando Sexto voltou para a Ulterior, aparentemente ele já havia conquistado Cartago Nova, onde estabeleceu sua nova capital. Os dois exércitos se encontraram em local desconhecido, possivelmente no vale do Guadalquivir, e, no decorrer da batalha, os cesarianos, acreditando que Polião teria sido morto, se renderam em massa, o que deu a Sexto a vitória e o consequente controle da província.
Lépido saiu de Roma em abril ou maio de 44 a.C. e chegou à Hispânia em junho. Ele imediatamente ofereceu uma anistia a Sexto, o que permitiria que ele voltasse para Roma para reclamar a herança de seu pai. Sexto aceitou e deixou a Hispânia sem ser derrotado. As negociações foram facilitadas pelo ressurgimento dos pompeianos, que consideravam-no um herói. Em agosto ou setembro, Sexto partiu para Massília acompanhado por uma poderosa frota e por um grande exército, possivelmente 6 000 homens, o embrião da força que daria início à Revolta Siciliana.
Sexto contava com forte apoio em Massília, uma cidade que havia sido beneficiada por seu pai e que, por outro lado, havia sido privada por César de seus antigos direitos, de suas armas e máquinas de guerra, de sua marinha e até de seu tesouro pelo apoio dado aos pompeianos. Depois da morte de César, Massília pediu aos seus sucessores que seus direitos fossem restaurados, especialmente sua posição privilegiada no comércio entre a Gália e a Itália; Sexto via os massilianos como possíveis aliados e aguardava o desenrolar dos eventos em Roma para intervir. Confiando na debilidade do governo sucessor de César, Sexto exigiu uma indenização de cinquenta milhões de dracmas e um mandato de procônsul sobre os oceanos, mas seu plano foi frustrado pela ascensão de Otaviano em 43 a.C.

### Retorno a Roma
Depois da vitória em Munda e da pacificação da Hispânia, César não enfrentou mais oposição. Ao chegar em Roma, ele assumiu o cargo de ditador perpétuo, mas foi assassinado em 15 de março de 44 a.C. por um grupo de senadores conservadores mais jovens liderados por Marco Júnio Bruto e Caio Cássio Longino; Na época, a facção dos optimates praticamente não tinha apoio, com a notável exceção de Sexto Pompeu. Um por um, os herdeiros políticos de César foram exterminando os culpados pelo assassinato e, com eles, quase todo o partido dos optimates. Sexto Pompeu foi finalmente capturado e executado em 35 a.C. em Mileto.
Otaviano terminaria a obra de seu pai adotivo e converteria a República Romana em um principado em 27 a.C.